# 一人だけの軍隊
『一人だけの軍隊』（ひとりだけのぐんたい、原題：First Blood）は、1972年に発表されたディヴィッド・マレルによるアクション小説。1982年に『ランボー』（英題は同じ）として映画化され、後に複数の続編が作られた。

## あらすじ
ケンタッキー州マディソンで一人のベトナム帰還兵ジョン・ランボーがヒッチハイクをしていた。ところが彼を見つけた警察署長ウィルフレッド・ティーズルは、いかにも厄介事を起こしそうな風体のランボーをパトカーで街の外れまで連行し、街に入らないように言いつけて降ろしてしまう。それでも街へ入ろうとしたランボーは逮捕され、浮浪と公務執行妨害の罪で禁固35日間の判決を受けることとなり、警察署の留置場に送られた。しかし、留置場の雰囲気や空気が戦時中に捕虜となっていた頃の記憶をフラッシュバックさせる。そして無理やり髪を切り髭を剃ろうとした警官を殴り飛ばし、さらにカミソリを奪い取って別の警官の喉を切り裂いたのである。やがて警察署を飛び出したランボーはバイクを盗み、近くの山まで逃げ去った。同僚を殺害されたティーズルを始めとする警官たちは激怒し、地元住民らと共に大規模な山狩りを行う。しかし、時間が経てば経つほどに被害は増大し、多くの警官と民間人が殺害され、さらに増援として派遣された州兵にも被害が出てしまう。
自らも負傷したティーズルは指揮所にて治療を受けていたが、そこへ国防総省の命令で派遣されてきたという1人の陸軍将校が現れる。グリーンベレー教育スクール校長サム・トラウトマン大佐と名乗るその将校は、ランボーは自らが育て上げたグリーンベレーの最高の精鋭であると語り、これ以上の被害を出したくなければ手を引くようにとティーズルに警告を与える。しかし、ティーズルはトラウトマンや部下の制止を聞き入れようとせず、ランボーを追い続けることを選んだ。ランボーと出会って以来、それまで押し殺していた朝鮮戦争復員兵としての心の傷が徐々にティーズル自身を蝕み始めていたのである。

## 背景
当時教員だったマレルは、ベトナム戦争に従軍した学生の1人から戦地での経験について聞き、それをきっかけに本作の執筆を開始した。また、マレル自身は「1968年、私が『一人だけの軍隊』の執筆を開始したとき、ジェフリー・ハウスホールドの『追われる男』(Rogue Male)から深く影響を受けた」と語っている。主人公ランボーの名は、名前を考える時に彼の妻が持ってきたランボー・アップルに因んだものである。

## 評価
TIME誌のジョン・スコウ(John Skow)は、本作の作風を指して「暴力もの」(Carnography)と呼んだ。

## 映画化
本作の映画化権は3つの会社を行き来し、その過程で脚本は18種類も書かれたという。
1972年、マレルは本作の映画化権をコロンビア・ピクチャーズに売却したが、しばらくしてワーナー・ブラザースへと再売却されている。最終的にアンドリュー・G・ヴァイナとマリオ・カサールが設立したカロルコ・ピクチャーズが映画化権を取得した。彼らは脚本の作成にあたり、ベトナム戦争後のアメリカを勇気づけるような、すなわち「敗者への声援」をテーマとしたプロットに改変した。
1982年、映画『ランボー』（原題：First Blood）が公開され、シルヴェスター・スタローンが主人公ジョン・ランボーを演じた。その後も続編として『ランボー/怒りの脱出』（原題：Rambo: First Blood Part II）、『ランボー3/怒りのアフガン』（原題：Rambo III）、『ランボー/最後の戦場』（原題：Rambo）、『ランボー ラスト・ブラッド』（原題：Rambo: Last Blood）が制作された。この内、『怒りの脱出』と『怒りのアフガン』はマレル自身による小説化が行われている。